# Raptrix fuscata
Raptrix fuscata es una especie de mantis de la familia Acanthopidae.

## Distribución geográfica
Se encuentra en Surinam.